# Copa Timorense de Futebol Feminino
A Copa ou Taça Timorense de Futebol Feminino é uma competição de futebol organizada pela Federação de Futebol de Timor-Leste, similar à Taça de Portugal Feminina. 
Ela foi criada em 2020 com o nome de Taça de Rosa "Muki" Bonaparte, em homenagem à ativista política timorense Rosa Bonaparte.

## História
A primeira edição do torneio foi disputada entre as 4 equipas melhores colocadas na Liga Feto Timor de 2020, o campeonato nacional de futebol feminino, sendo vencida pelo F.C. Buibere. Em 2021, o torneio foi expandido, com a participação de 8 equipas.
Em 2022, com a não realização do Campeonato Timorense de Futebol Feminino, devido aos problemas gerados pela pandemia de Covid-19, o torneio foi novamente expandido, com a participação de todas as equipas da primeira e da segunda divisão nacional.

## Campeãs
| Edição | Ano     | Campeã                  | Vice-campeã             |
| ------ | ------- | ----------------------- | ----------------------- |
| 1ª     | 2020    | F.C. Buibere            | Sport Laulara e Benfica |
| 2ª     | 2021    | Sport Laulara e Benfica | S'Amuser FC             |
| 3ª     | 2022    | S'Amuser FC             | Sport Laulara e Benfica |
|        | 2023-24 | Não houve torneio       | Não houve torneio       |
| 4ª     | 2025    |                         |                         |

## Ligações Externas
- FFTL - Página oficial no Facebook